# Conan il pirata
Conan il pirata (Conan the Freebooter) è una raccolta di cinque racconti heroic fantasy scritti da Robert E. Howard, L. Sprague de Camp e Lin Carter con protagonista Conan il barbaro, personaggio creato da Howard.
È il terzo tomo di una serie di dodici volumi dedicata al personaggio.

## Storia editoriale
Il personaggio di Conan era stato creato da Robert Howard nel 1932 e fu protagonista di diversi romanzi e racconti pubblicati sulla rivista Weird Tales fino alla morte dello scrittore nel 1936. Circa vent'anni dopo la casa editrice Gnome Press acquisì i diritti per ristampare in volume il ciclo di Conan e affidò la curatela del progetto al romanziere L. Sprague de Camp, importante autore della rivista Unknown concorrente di Weird Tales; egli decise di organizzare i testi di Howard secondo una cronologia interna da lui ipotizzata (laddove Howard li aveva composti in ordine anacronico) e aggiunse ai cinque volumi di materiali "canonici" due tomi di testi "apocrifi", composti di suo pugno o dal collaboratore Björn Nyberg. Circa dieci anni dopo i diritti passarono da Gnome Press a Lancer Books e il nuovo editore incaricò de Camp e il suo collaboratore Lin Carter di espandere ulteriormente la serie, allestendo così una nuova edizione in dodici volumi.
Il terzo volume Conan the Freeboter fu pubblicato in brossura da Lancer Books nel 1968; fu successivamente unito al primo e al secondo volume della dodecalogia, Conan! e Conan di Cimmeria, nell'omnibus per il mercato britannico The Conan Chronicles (Sphere Books, agosto 1989). Il libro è stato tradotto in tedesco, spagnolo, portoghese, olandese, svedese, italiano e giapponese. 
La prima edizione italiana di Conan il pirata è stata pubblicata da Editrice Nord nel 1979 entro la Fantacollana, collana nella quale venne tradotta l'intera serie Lancer/Ace (seppur in ordine sfasato rispetto alla cronologia interna); la raccolta è stata riproposta dallo stesso editore entro il volume omnibus di grande formato La Leggenda di Conan il Cimmero della linea Grandi Opere Nord nel 1989, e poi nell'omnibus in brossura tascabile Conan il Cimmero della linea Tascabili Super Omnibus nel 1993.

## Contenuti
Il volume comprende tre racconti "canonici" di Howard e due racconti realistici di Howard riscritti da de Camp per trasformarli in avventure di Conan. Si indica per ogni testo la prima edizione.
- Introduzione di L. Sprague de Camp.
- "Falchi su Shem" ("Hawks over Shem"), nella raccolta Tales of Conan, Gnome Press, 1955. Scritto da Robert E. Howard con il titolo di "Hawks over Egypt" e riscritto da L. Sprague de Camp.
- "Colosso nero" ("Black Colossus"), Weird Tales giugno 1933. Scritto da Robert E. Howard.
- "Ombre al chiaro di luna" ("Shadows in the Moonlight", titolo originale "Iron Shadows in the Moon"), Weird Tales aprile 1934. Scritto da Robert E. Howard.
- "La strada delle aquile" ("The Road of the Eagles"), con il titolo di "Conan, Man of Destiny" in Fantastic Universe dicembre 1955. Scritto da Robert E. Howard con il titolo di "The Road of the Eagles"[2] e riscritto da L. Sprague de Camp.
- "Nascerà una strega" ("A Witch Shall Be Born"), Weird Tales dicembre 1934. Scritto da Robert E. Howard.

## Trama
Nelle cinque storie di questo volume Conan è quasi trentenne e si dedica stabilmente alla carriera di signore della guerra: inizialmente egli si inserisce in una guerra civile nella città-stato shemita di Asgalun, dopodiché viene elevato a generale del regno di Khoraja nella sua guerra contro un negromante, successivamente prende il comando di un'orda di predoni della steppa noti come Kozaki e si scontra più volte con il re Yildiz di Turan (già suo padrone una decina di anni prima); infine, abbandonati i Kozaki, serve come ufficiale il regno di Khauran e ne salva la regina da un colpo di Stato. Si noti che, a dispetto del titolo, in nessuna di queste vicende Conan lavora come pirata. 